# Vol 1492 d'Aeroflot
El vol 1492 d'Aeroflot és un vol regular de passatgers des de l'aeroport Xeremétievo de Moscou fins a Múrmansk, al nord-oest de Rússia. El 5 de maig de 2019, el Sukhoi Superjet 100 va tornar a l'Aeroport Internacional de Moscou-Xeremétievo poc després de l'enlairament. Les ales i el fuselatge posterior es van incendiar després d'un dur accident. Es va informar que 41 persones que viatjaven a bord havien mort.

## Accident
El vol 1492 va sortir cap a l'aeroport Internacional de Moscou-Xeremétievo de Múrmansk a les 18:02 hora local (15:02 UTC). Va deixar d'enlairar-se en el nivell de vol 090 (aproximadament 2,7 km) i va tornar, fent un aterratge d'emergència, 30 minuts després de l'enlairament, es va desviar de la pista i es va incendiar. L'avió es va cremar completament, deixant només el fuselatge de la part davantera. Els informes dels passatgers supervivents suggerien que podria haver-se produït l'impacte d'un llamp poc després de l'enlairament, i els membres de la tripulació van dir que els llamps havien fet perdre la comunicació amb el control del trànsit aeri. A causa d'aquesta pèrdua de comunicació, la tripulació va decidir que era massa perillós descarregar combustible sobre Moscou abans de l'aterratge d'emergència.
El Comitè d'Investigació de Rússia va anunciar que entre els cinc tripulants i els 73 passatgers, 37 persones havien sobreviscut al desastre i que els altres 41, incloent dos menors i un membre de la tripulació, havien mort.

## Avió
L'avió de l'accident va ser un Sukhoi Superjet 100 de fabricació russa amb el registre RA-89098 i MSN (número de sèrie del fabricant) 95135, que va volar per primera vegada el 2017.

## Investigació
El Comitè d'Aviació Interstate, responsable d'investigar els accidents d'aviació civil a Rússia, va obrir una investigació de l'accident.